# Günther Steinkellner

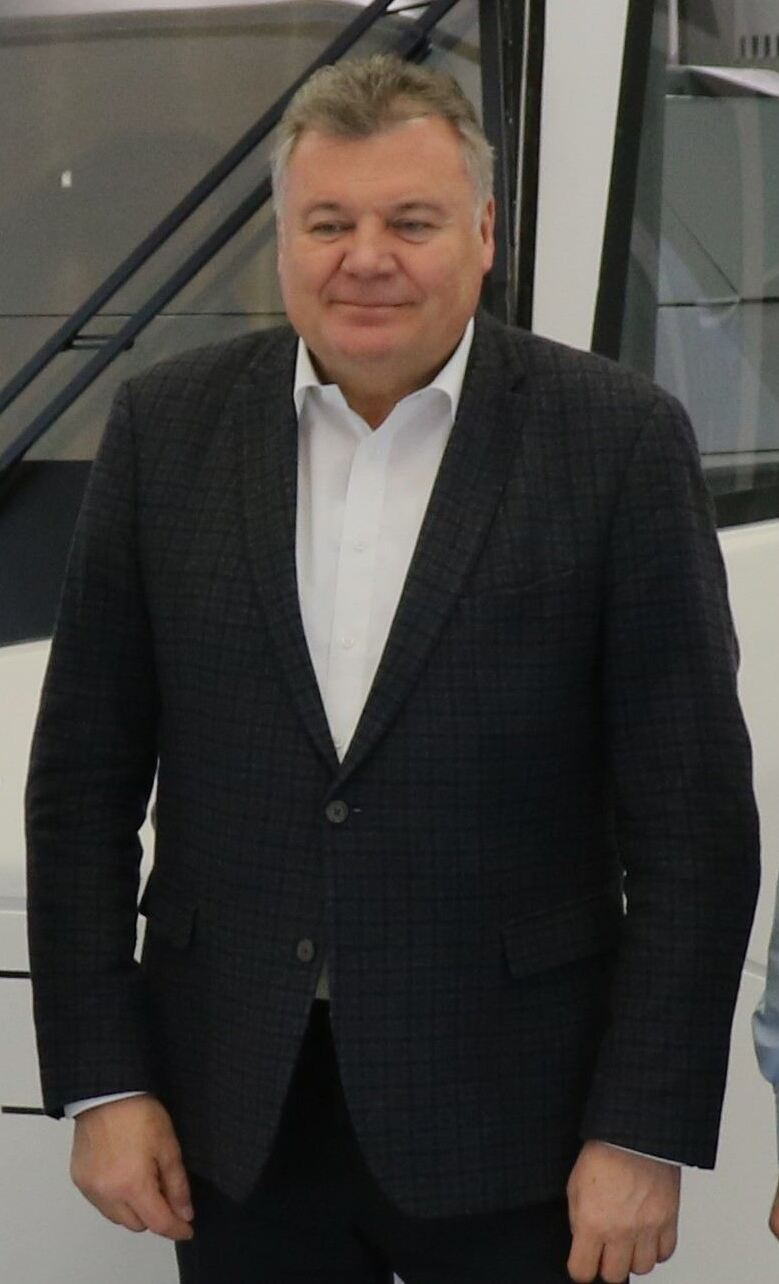
Günther Steinkellner (2023)

Günther Franz Steinkellner (* 20. Jänner 1962 in Linz) ist ein österreichischer Jurist und Politiker der Freiheitlichen Partei Österreichs (FPÖ). Er ist seit Oktober 2015 Mitglied der Oberösterreichischen Landesregierung.

## Leben
Günther Steinkellner besuchte die Volksschule KV 18 Linz und anschließend das Bundesrealgymnasium Fadingerstraße Linz und das Bundesoberstufenrealgymnasium Honauerstraße Linz. Nach seiner Matura leistete er seinen Präsenzdienst ab und absolvierte von 1982 bis 1986 das Studium der Rechtswissenschaften an der Johannes-Kepler-Universität Linz (Magister iuris). Dort wurde er 1983 im Corps Alemannia Wien zu Linz aktiv. Seit 2014 ist er auch Mitglied des Akademischen Corps Vandalia Graz. Nach seinem Studium folgten Tätigkeiten unter anderem für Voest Alpine Intertrading, Mobil Oil AG, als Wirtschaftstreuhänder und Rechtsanwaltsanwärter.
Im Jahr 1989 war er Klubdirektor des Freiheitlichen Parlamentsklubs und 1991–2002 war Steinkeller Mitglied des Gemeinderates von Leonding, 1991–2003 auch Abgeordneter zum Oberösterreichischen Landtag. 1991–2003 war er Bezirksparteiobmann der FPÖ Linz-Land. Von 6. März 2003 bis 23. Oktober 2003 war er Landesrat für Umweltschutz, Frauen und Konsumentenschutz in Oberösterreich. 2003–2005 war er Landesparteiobmann der FPÖ Oberösterreich. Von Juli 2004 bis April 2005 war er auch stellvertretender Bundesparteiobmann der FPÖ.
Am 13. September 2005 gab er seinen Rücktritt als Landesparteiobmann der FPÖ Oberösterreich bekannt. Dies folgte in Konsequenz auf die Abspaltung des BZÖ von der FPÖ, in deren Folge die FPÖ-Landespartei Oberösterreich einen unabhängigen Kurs von der Bundes-FPÖ eingeschlagen wollte. Günther Steinkellner war deswegen im April 2005 von der FPÖ vorübergehend ausgeschlossen worden. Nachdem im Jänner 2006 der Parteiausschluss aufgehoben worden war, war Steinkellner Abgeordneter und bis 22. Oktober 2015 Klubobmann der FPÖ im oberösterreichischen Landtag.
Seit 23. Oktober 2015 ist er Landesrat für Verkehr in der Landesregierung Pühringer V, Stelzer I bzw. Stelzer II. Sein dortiger Schwerpunkt ist Infrastruktur.

### Einstellung zum Faschismus
Mit der Aussage "Antifaschisten sind die neuen Faschisten des dritten Jahrtausends" machte Steinkellner im April 2013 auf sich aufmerksam.